# تاریخ هلند
تاریخ هلند همانند بسیاری دیگر از کشورها متأثر از شرایط جغرافیایی آن و حکایت زندگی مردمان دریانوردی است در سرزمین‌هایی پست‌تر از سطح دریای شمال غربی اروپا. اگرچه انسان نوین از نزدیک به ۳۷٫۰۰۰ سال پیش به سرزمینی راه یافته است، که فارسی‌زبانان امروز آن را هلند می‌نامند، اما هنگامی که به کل سرگذشت آدمی در این سرزمین می‌نگریم، مانند بسیاری دیگر از کشورهای اروپایی، آن چه فربه‌ترین فصل تاریخ هلند را شکل داده است، روی‌دادهایی است که پس از نوزایش رخ داده است. با این همه نمی‌توان از تاریخ پیش از روزگار نوزایش هلند چشم پوشید، زیرا این دوره و همه دگرگونی‌هایش از زمینه‌ای برخاسته است، که در سده‌های میانه و حتی پیش از آن شکل گرفته است.
در پایان روزگار آهن تیره‌هایی از ژرمن‌ها که پیش از آن تنها در دانمارک، شلسویگ-هولشتاین و جنوب اسکاندیناوی امروزی باشنده بودند، راه جنوب در پیش گرفتند و برخی نیز به شمال هلند امروزی رسیدند. همزمان یا پیش از کوچ ژرمن‌ها، فرهنگ سلت‌ها از هالشتات در سراسر اروپا، از جمله جنوب هلند گسترده شده بود و فرهنگ سلتی هویدا بود.
پس از آن در روزگار نوسنگی فرهنگ لینربندکرامیک در کرانه‌های راین گسترده شد، که رونق کشاورزی ویژگی اصلی آن بود.
اما دوره تاریخی هلند در سده چهارم میلادی با نخستین یادکرد در اسناد رومی آغاز می‌شود، که در آن‌ها مرز امپراتوری و دارای اهمیت نظامی بوده است. با ضعف رومیان، ژرمن‌ها رفته‌رفته قدرت را در دست می‌گیرند و در میان ژرمنان فرانک‌ها.
در سده شانزدهم (میلادی) که اصلاحات پروتستانی به هلند رسید، هلندیان هم به لوتر گرویدند و روی از کلیسای کاتولیک برتافتند. این خود هم زمینه جدایی هلند از امپراتوری کاتولیک مقدس شد و هم زمینه پایه‌گذاری کلیسای اصلاحی هلند.

## روزگار باستان

### پایان روزگار باستان
پس از آن که شارلمانی در آخن درگذشت، قلمرو پهناوری که بر آن فرمان می‌راند، میان وارثانش به سه بخش تقسیم شد. بخش بزرگی از فرانک میانی که هلند امروزی جزوی از آن بود، پس از چندی طبق پیمان وردون به فرانک باختری پیوست.

## سده‌های میانه

### سده‌های میانه آغازین

#### فرانک‌ها

گسترش قلمرو فرانک‌ها از ۴۸۱ تا ۸۷۰ میلادی.

پس از آن که حکومت رومیان در این منطقه فروپاشید، فرانک‌ها قلمرویشان را گسترش داده و فرمان‌روایی‌های فرانکی کوچکی در کلن و تورنه و کمبره و لو مان پاگرفتند. در ۴۹۰ میلادی کلوویس یکم توانست بر همه فرمانروایان فرانکی چیره شود و قلمروهای فرانکی را تا باختر رود موز یکپارچه کند، که جنوب هلند را نیز در برداشت. او پیش‌روی‌اش را تا درون سرزمین گل پی گرفت.

### سده‌های میانی پایانی
بخش‌های بزرگی از فروبومان در سده‌های میانه در قلمرو دوک بورگوندی بود. فیلیپ سوم، دوک بورگوندی، دوک بورگوندی، افزون بر سرزمین‌هایی که بدو ارث رسیده بود، در ۱۴۲۹ (میلادی) نامور را از یان سوم، فرمانروای این منطقه، خرید. سپس در ۱۴۳۲ (میلادی) در نبردی ژاکلین هینه‌خاون را شکست داد و سرزمین‌های هلند، هینه‌خاون، فریسلاند و زیلاند را نیز به قلمرویش افزود. پس از فیلیپ، پسرش شارل مارتین به جای او نشست. اما شارل در جنگ کشته شد و دخترش، ماری بورگوندی، دوک بورگوندی شد. پس از آن که ماری با ماکسیمیلیان یکم، امپراتور مقدس روم از دودمان هابسبورگ ازدواج کرد، پسرش فیلیپ زیبا و فرزندانش وارث این مقام شدند و این بخش از فروبومان نیز به هلند هابسبورگ مشهور شد.

## روزگار جدید
اگرچه نوزایش را بیش‌تر با آن چه در پایان سده پانزدهم میلادی در شمال ایتالیا رفت، می‌شناسند، اما هم‌زمان در شمال اروپا نیز جنب‌وجوشی در جریان بود، که مژده دوره‌ای تازه می‌داد، که از آن با نوزایش شمالی نام می‌برند.
از پایان سده شانزدهم میلادی گرانیگاه رونق و رواج بازرگانی و توسعه از ایتالیا و شهرهایی چون ونیز و فلورانس رفته‌رفته به شمال غربی اروپا منتقل شد. هلند و انگلستان ثروتمندترین کشورهای اروپا شدند. آمستردام کانون تجارت‌خانه‌ها و پایانه کشتی‌های بازرگانی بود. اما این رونق تنها در بازرگانی نبود. نام‌آوران فلسفه و هنر هلند چون باروخ اسپینوزا، رامبرانت و هوگو گروتیوس نیز در این روزگار می‌زیستند. از این رو از این دوره به روزگار زرین هلند یاد می‌کنند.
هلندیان امپراتوری هلند را پایه گذاشتند و بر آن بودند، که در کشتیرانی و بازرگانی دریایی جایی بیابند. در راستای این هدف کمپانی هند غربی هلند را در امریکا و کمپانی هند شرقی هلند را در شرق آسیا بنیاد گذاشتند. برتری‌جویی هلندیان در بازرگانی دریایی سرانجام به جنگ هلند و پرتغال انجامید. در نتیجه این جنگ هلندیان قلمروهای امپراتوری پرتغال را در شرق آسیا از آن خود کردند و بازرگانی پرسود ادویه را در دست گرفتند.

## جنگ‌های انگلستان-هلند
نخستین جنگ انگلستان-هلند در حالی درگرفت که دو کشور پیش‌تر در برابر اسپانیا در جنگ هشتادساله در یک جبهه بودند. اما هنگامی که هلند از اسپانیا مستقل شد، کشتی‌های هلندی نیز توانستند جای ناوگان اسپانیا را در بازرگانی دریایی هم بگیرند. این جنگ به‌ویژه از آن جهت بسیار اهمیت دارد، که هلند و انگلستان در سده هفدهم میلادی خاستگاه اندیشه‌ای بودند، که لیبرالیسم نام گرفت.  هر دو کشور در آن زمان دارای حکومت جمهوری بودند و هر دو پروتستان.
جنگ سی‌ساله

## دوره معاصر

### جنگ جهانی دوم
همانند جنگ جهانی نخست در جنگ جهانی دوم هم هلند بی‌طرفی اعلام کرد، اما ارتش آلمان نازی در ۱۰ مه ۱۹۴۰ به هلند هجوم برد. و در تاریخ ۱۵ می همان سال ارتش هلند تسلیم شد و خانواده سلطنتی به بریتانیا گریختند.